# Ој, војводо Синђелићу
Ој, војводо Синђелићу (серб. Ой, воевода Синджелич) — сербская народная песня, повествующая о Стефане Синджеличе — одном из полководцев Первого сербского восстания.

## Текст
Каждые две строки исполняются дважды.
Ој, војводо Синђелићу,

српски сине од Ресаве равне.

Ти си знао Србина заклети,

како ваља за слободу мрети.

Пушка пуче, бој се вије,

то Синђелић љуту битку бије.

Бије љуту битку за слободу,

за слободу српскоме народу.

Ој, војводо, ти си пао,

али душман још од тебе стрепи.

Душманске си посекао главе,

зато тебе Срби радо славе.

### Предисловие
Иногда песня предваряется стихом, повествующем о подвиге Синджелича, стоившего ему жизни:
Синђелић Стеван са триста друга

Стоји на шанцу па им се руга,

А Турака све је више

Собом шанац испунише.

А Синђелић јадан стану

Те на десну гледну страну,

Иза паса пиштољ држе

Огањ скреса у џебану.

Нема више старог шанца

Тамо стоји пуста рака,

Нема више Синђелића

Али нема ни Турака!!!

## Варианты
Строка «Душманске си посекао главе» может заменяться на «Ти си турски посекао главе», слово «ваља» на «треба» а словосочетание «бој се вије» на «крв се лије». В версии, исполняемой Верой Летич и Радишей Урошевичем, последний куплет звучит так:
Ој, војводо Синђелићу,

српски сине од Ресаве славне.

Није Србину умрети,

него робом до гроба живети.

## Комментарии

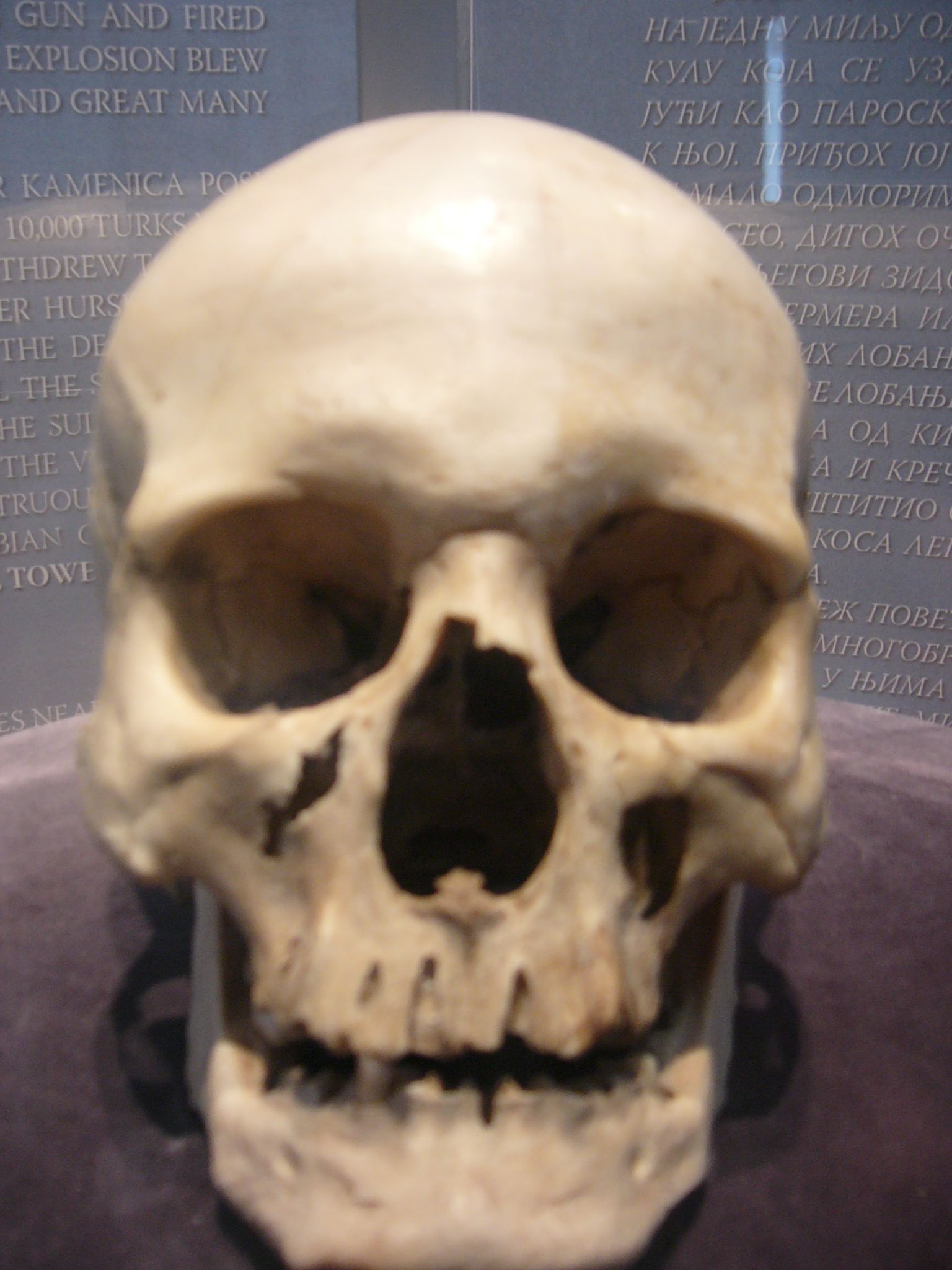
Череп Синджелича, извлечённый из башни Челе-Кула

1. ↑  В названии и тексте песни к Синджеличу обращаются в звательном падеже, исчезнувшем в русском языке
2. ↑  Ресава — река в Сербии, приток Моравы, на её берегах Синджелич родился и провёл свою жизнь